# Stanley Cowell
Stanley Cowell (Toledo, 5 de mayo de 1941 - Dover, 17 de diciembre de 2020) fue un pianista, teclista y compositor estadounidense de jazz.
Con el trompetista Charles Tolliver (1942), Cowell fundó Strata-East Records, un sello discográfico de jazz.
Falleció en 2020 a los setenta y nueve años a causa de un choque hipovolémico.

## Discografía

### A su nombre
Strata-East Records:
- 1974: Musa: Ancestral Streams
- 1975: Regeneration
- 1977: Waiting For The Moment

Galaxy Records:
- 1977: Waiting for the Moment
- 1978: Equipoise
- 1978: Talkin' 'bout Love
- 1981: New World

SteepleChase Records:
- 1989: Sienna
- 1993: Angel Eyes
- 1994: Departure 2
- 1994: Games
- 1995: Setup
- 1995: Bright Passion
- 1995: Mandara Blossoms
- 1995: Live
- 1997: Hear Me One

DIW Records:
- 1987: We Three
- 1990: Close to You Alone

Otras:
- 1972: Illusion Suite (ECM Records)
- 1969: Blues for the Viet Cong
- 1985: Live at Cafe Des Copains
- 1989: Back to the Beautiful
- 1969: Travellin' Man (Black Lion Records)
- 1999: Dancers in Love
- 2007: Death Is the Communion

### Como acompañante
Con Johnny Griffin:
- Birds and Ballads (1978)

Con Bobby Hutcherson:
- Patterns (1968)
- Medina (1969)
- Now! (1969)

Con Art Pepper:
- Art Pepper Today (1978)
- Winter Moon (1980)
- One September Afternoon (1980)